# Хэкворт, Тимоти
Тимоти Хэкворт (англ. Timothy Hackworth, 22 декабря 1786 года, Уилэм вблизи Ньюкасл-апон-Тайна, 7 июля 1850 года, Шилдон) — один из первых английских изобретателей паровозов. В России чаще всего используют написание (и произношение) фамилии как Гакворт.

## История
Тимоти Хэкворт был старшим сыном Джона Хэкворта, который занимал должность начальника кузнечного цеха на шахте. До своей смерти в 1804 году, отец уже приобрёл известность, как изобретатель парового котла. В 1807 году, Тимоти взялся за продолжение усовершенствование изобретений отца.
В 1813 году Уильям Хедли и Тимоти Хэкворт построили свой первый паровоз, которому дали имя «Пыхтящий Билли».
В 1824 году Тимоти устраивается на работу в «Роберт Стивенсон и К°» в качестве управляющего. На заводе Хэкворт проработал в данной должности только один год, и, по рекомендации Джорджа Стивенсона, был назначен 13 мая 1825 года на должность главного инженера Стоктон — Дарлингтонской железной дороги.

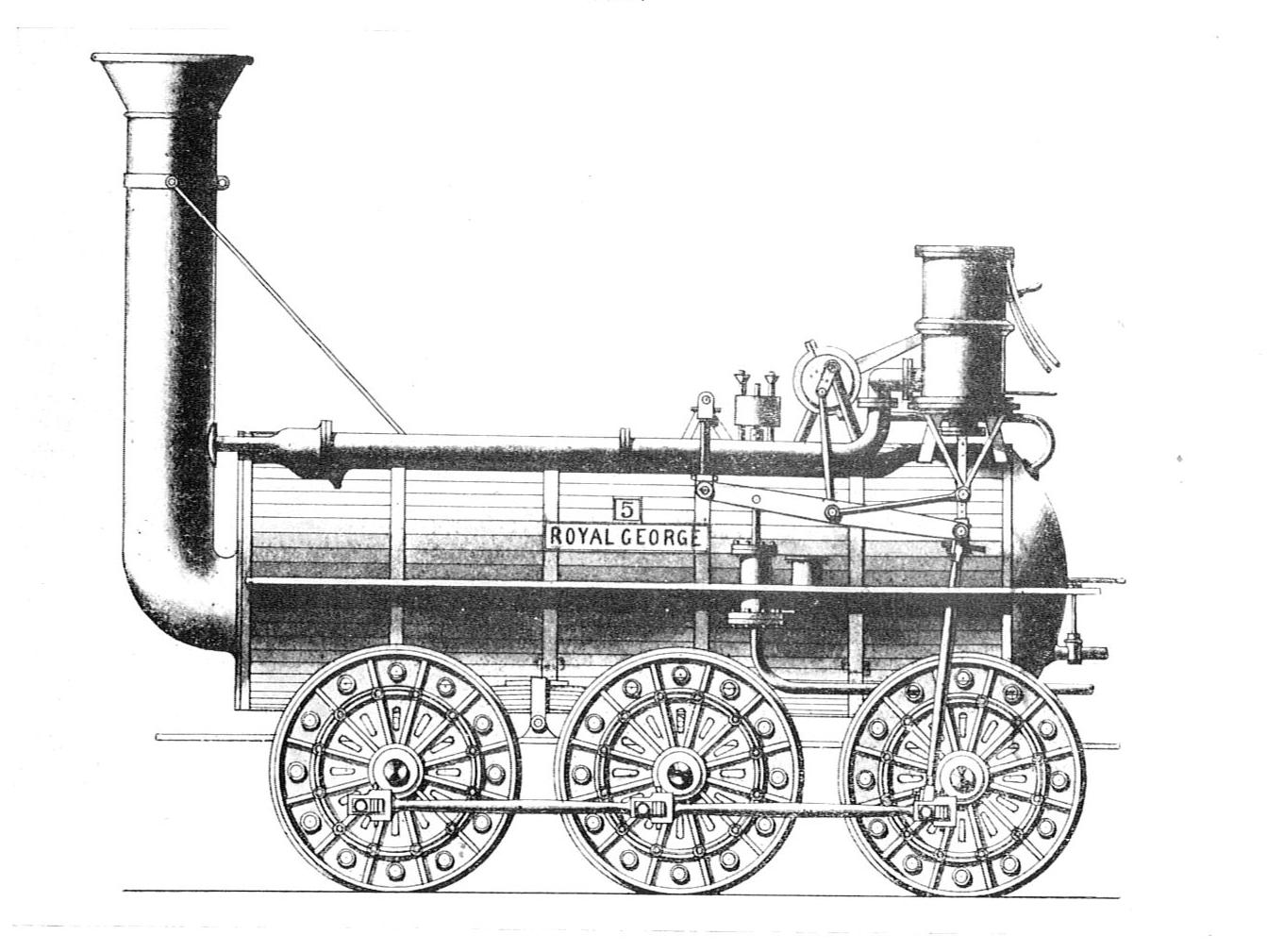
Royal George

После прибытия на дорогу паровозов типа «Локомотив № 1» Тимоти Хэкворт приступил к их усовершенствованию, в результате в 1827 году он изобретает новый паровоз «Ройял Джордж» с колёсной базой 0—3—0, в который включалось много новых ключевых функций.
В 1829 году Тимоти участвовал со своим паровозом «Санспарель» на «Рейнхильских гонках», но из—за аварии котла, сошёл с дистанции. Победа досталась паровозу Роберта Стефесона под названием «Ракета».
В 1833 году Хэкворт покидает пост главного инженера Стоктон-Дарлингтонской железной дороги и основывает свой паровозостроительный завод «Soho».
В 1836 году на заводе изготовили паровоз, названный впоследствии «Слон», который открыл движение на участке Царскосельской железной дороги между Павловском и Царским Селом. Управлял паровозом сын Тимоти Хэкворта — 16-летний Джон (John Wesley Hackworth, 1820—1891) с небольшой бригадой.
Последний паровоз завод выпустил в 1849 году.